# Sarita (schip, 1965)
De Sarita was een olietanker van Ugland die in 1965 werd gebouwd door Öresundsvarvet, het derde schip onder die naam. In 1975-76 liet Ugland het ombouwen tot kraanschip bij Bergen Mekaniske Verksted. Het kreeg daarbij een Clyde-kraan van 2000 shortton vast en 1600 shortton zwenkend.
In 1984 nam Brown & Root het schip over en hernoemde het in het jaar daarop in BAR 437. In 1990 nam OPI het schip over dat vanaf 1992 OHI 5000 heette in de joint-venture Offshore Hyundai International met Hyundai Heavy Industries. In 1994 kreeg het schip een nieuwe kraan van 5000 ton, maar op 13 oktober 1994 werd het tijdens tyfoon Seth van de kade geslagen bij de Hyundai-werf in Ulsan en liep het aan de grond. Het werd geborgen door Smit in combinatie met Jinil en Nippon Salvage waarbij de 1000- en 300-tons kranen verwijderd werden. Op 14 november dreef het schip weer.
McDermott kreeg het schip in handen nadat het in 1995 OPI overnam. In 1997 werd het schip overgenomen door Panama Offshore Chartering Company Inc., onderdeel van Heerema, bij de ontbinding van Heeremac, de joint-venture tussen Heerema en McDermott. In 1999 ging het eigendom over naar Grand Trade Far East Ltd. en kreeg het schip de naam Grand Trade. In 2001 kwam het schip in handen van Asian Giant Limited als Wealthy Globe. In 2010 liep het op de kust bij Vung Tau. Daar liet de eigenaar het liggen, ondanks aanmaningen van de Vietnamese overheid. In oktober 2013 brak er brand uit.